# Aurelio Angonese
Aurelio Angonese (Mestre, 16 april 1929) is een voormalig voetbalscheidsrechter uit Italië, die actief was op het hoogste niveau van 1960 tot 1975. Angonese maakte zijn debuut in de hoogste afdeling van het Italiaanse profvoetbal (Serie A) op 2 oktober 1960 in de wedstrijd Internazionale–AS Bari (2–1). Hij floot in totaal 181 wedstrijden in de Serie A, en leidde twee duels bij het WK voetbal 1974 in West-Duitsland.